# Luca Montuori

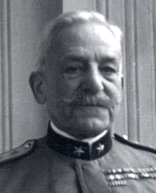
Luca Montuori

Luca Simeone Donato Luigi Montuori (geboren 18. Februar 1859 in Avellino; gestorben 8. März 1952 in Genua) war ein italienischer Armeegeneral und Senator des Königreichs.

## Leben
Der in Irpinien aufgewachsene Montuori meldete sich 1876 als Freiwilliger für den Militärdienst. Zwei Jahre später wurde er in die Militärakademie für angehende Artillerie- und Genietruppenoffiziere in Turin aufgenommen. Als er nach zwei Jahren die Akademie im Rang eines Unterleutnants der Artillerie erfolgreich verließ, entschloss er sich eine Laufbahn als Stabsoffizier einzuschlagen.
Von 1889 an besuchte der mittlerweile zum Hauptmann beförderte Montuori die Kriegsschule in Turin, die ihm die Türen zum Generalstabsdienst öffnete. Während der vom Militär niedergeschlagenen Massenproteste im Mai 1898 in Mailand konnte sich der mittlerweile zum Major beförderte Montuori auszeichnen und erhielt dafür die silberne Tapferkeitsmedaille überreicht. Nach seiner Beförderung zum Oberstleutnant 1901 arbeitete er am Militärgeographischen Institut in Florenz und lehrte ab 1905 an der Kriegsschule. 1907 wurde er im Rang eines Obersts als Militärattaché an die italienische Botschaft in Berlin abgestellt.
1910 übernahm er das Kommando über das 50. Infanterieregiment, mit dem er im Jahr darauf nach Tripolitanien beordert wurde. Im Mai 1912 wurde er zum Generalmajor befördert. Zugleich übernahm er das Kommando über die Infanteriebrigade „Pisa“. Während des Italienisch-Türkischen Krieges führte er die Brigade in der Schlacht von Dschansur am 8. Juni 1912. Für seine Verdienste während des Feldzuges wurde er mit dem Militärorden von Savoyen ausgezeichnet.
Nach seiner Rückkehr nach Italien 1913 übernahm er im Juli 1914 die Leitung der Kriegsschule in Turin. Mit dem italienischen Kriegseintritt in den Ersten Weltkrieg wurde ihm am 24. Mai 1915 zunächst das Kommando über die Infanteriebrigade „Parma“ anvertraut, bevor er Anfang Juni die im Cadore stehende 10. Infanteriedivision übernahm. Im September wurde er zum Generalleutnant befördert und im Dezember 1915 übernahm er das Kommando über die am Isonzo stehende 4. Infanteriedivision, die seit der 1. Isonzoschlacht im Juni 1915 vergeblich den Monte Sabotino nördlich von Görz einzunehmen versuchte. Auch unter der Führung von Montuori gelang die Eroberung des Sabotino während der 5. Isonzoschlacht im März 1916 nicht. Am 23. Mai 1916 wurde ihm das auf der Hochfläche von Asiago stehende XX. Armeekorps unterstellt, das im Zuge der österreichisch-ungarischen Südtiroloffensive in heftige Abwehrkämpfe verwickelt war. Das XX. Armeekorps führte er in der anschließenden italienischen Gegenoffensive und im Jahr darauf in der Ortigaraschlacht, wobei das vom italienischen Generalstabschef Luigi Cadorna angestrebte Ziel, die österreichisch-ungarischen Truppen von der Hochfläche zu drängen, unter schweren Verlusten für die angreifenden italienischen Verbände des von Montuori befehligten Korps nicht erreicht wurde.
Montuori, der als strenger Befehlshaber und als unkritischer Befehlsempfänger galt, zeichnete sich nach Pozzato in der Ortigaraschlacht durch seinen brutalen und skrupellosen Führungsstil aus, der keine Rücksicht auf vermeidbare, sinnlose Verluste nahm. Ihm widersprechende untergebene Frontoffiziere ließ er ohne zu zögern ihres Kommandos entheben. Trotz allem wirkte sich die verlustreiche Niederlage am Ortigara nicht negativ auf seine weitere Karriere aus. Im Laufe der Mitte August 1917 begonnenen 11. Isonzoschlacht übernahm er Ende August das II. Armeekorps. Während der Kämpfe auf der Hochfläche von Bainsizza-Heiligengeist nordöstlich von Görz wurde er bei einem Frontbesuch von einer Shrapnellkugel am Arm verletzt. Die Verwundung hinderte ihn aber nicht daran, am 12. Oktober 1917 stellvertretend das Kommando über die 2. Armee für den erkrankten Luigi Capello zu übernehmen.
Zwei Wochen später durchbrachen deutsch-österreichische Truppen bei Karfreit in der 12. Isonzoschlacht die italienischen Linien. In dieser für die italienische Armeeführung kritischen Phase zeichnete sich Montuori erneut als blinder Befehlsempfänger aus, was seinen ihm unterstellten Verbänden sehr hohe Verluste zufügte. Daran änderte auch nichts, dass der vom Krankenbett zurückgeeilte Capello vom 23. bis 25. Oktober für 48 Stunden das Kommando über die 2. Armee vorübergehend wieder übernahm. Nach der verheerenden Niederlage unterließ Montuori es, auf die Fehler Badoglios bei der Abwehr des Angriffes hinzuweisen. Seine fehlende Kritikfähigkeit sicherte ihm die Unterstützung des neuen Oberkommandos zu, weshalb er auch nach Caporetto als Befehlshaber weiter Verwendung fand und ihm im April 1918 das Kommando der 6. Armee auf der Hochfläche von Asiago unterstellt wurde. Mit der 6. Armee, unterstützt von britischen und französischen Divisionen, wehrte er die letzte österreichisch-ungarische Offensive auf der Hochfläche während der 2. Piaveschlacht ab. Die 6. Armee führte er auch in der italienischen Schlussoffensive in der Schlacht von Vittorio Veneto, die den Ersten Weltkrieg am italienischen Kriegsschauplatz beendete.
1919 trat er sein Kommando als Armeegeneral ab. Infolge der eingesetzten parlamentarischen Untersuchungskommission, die zur Aufklärung des italienischen Desasters bei Karfreit beitragen sollte, wurde Montuori trotz seiner militärischen Erfolge im letzten Kriegsjahr mit keinen weiteren Aufgaben betraut. Unter der faschistischen Regierung wurde ihm neue Aufmerksamkeit zuteil und 1923 wurde er in den Heeresrat (italienisch Consiglio dell’esercito) berufen. Ende 1923 erfolgte seine Beförderung zum designierten Armeegeneral. Im Heeresrat vertrat er konservative Positionen und teilte nicht die vom Kriegsminister Antonino Di Giorgio, der während der Ortigaraschlacht noch sein Untergebener war, angestrebte Heeresreform. 1927 wurde Montuori in den Ruhestand versetzt und im Jahr wurde er auf Vorschlag von Carlo Petitti di Roreto zum Senator ernannt.
Wie seiner im Archiv des Senats hinterlegten Personalakte zu entnehmen ist, trat er zwischen Ende 1932 und Anfang 1933 auf Drängen der Faschistischen Partei der Partei bei.  Nach dem Sturz Benito Mussolinis im Juli 1943 hielt er am Faschismus fest und bekundete nach dem 8. September 1943 seine Treue zur faschistischen Italienischen Sozialrepublik. Aufgrund dieser Entscheidung wurde er 1945 vom Obersten Gerichtshof (it. Alta corte di giustizia per le sanzioni contro il fascismo), der von der Regierung Bonomi zur Verfolgung faschistischer Verbrechen eingesetzt worden war, seines Amtes als Senator enthoben. Die Amtsenthebung wurde 1948 vom Kassationsgerichtshof bestätigt.
Luca Montuori verstarb 1952 in Genua. Er war seit 1892 verheiratet. Aus der Ehe gingen zwei Töchter hervor. Nach dem Tod seiner Frau im Jahr 1900 heiratete er 1914 ein zweites Mal.